# Tijuana-Kartell

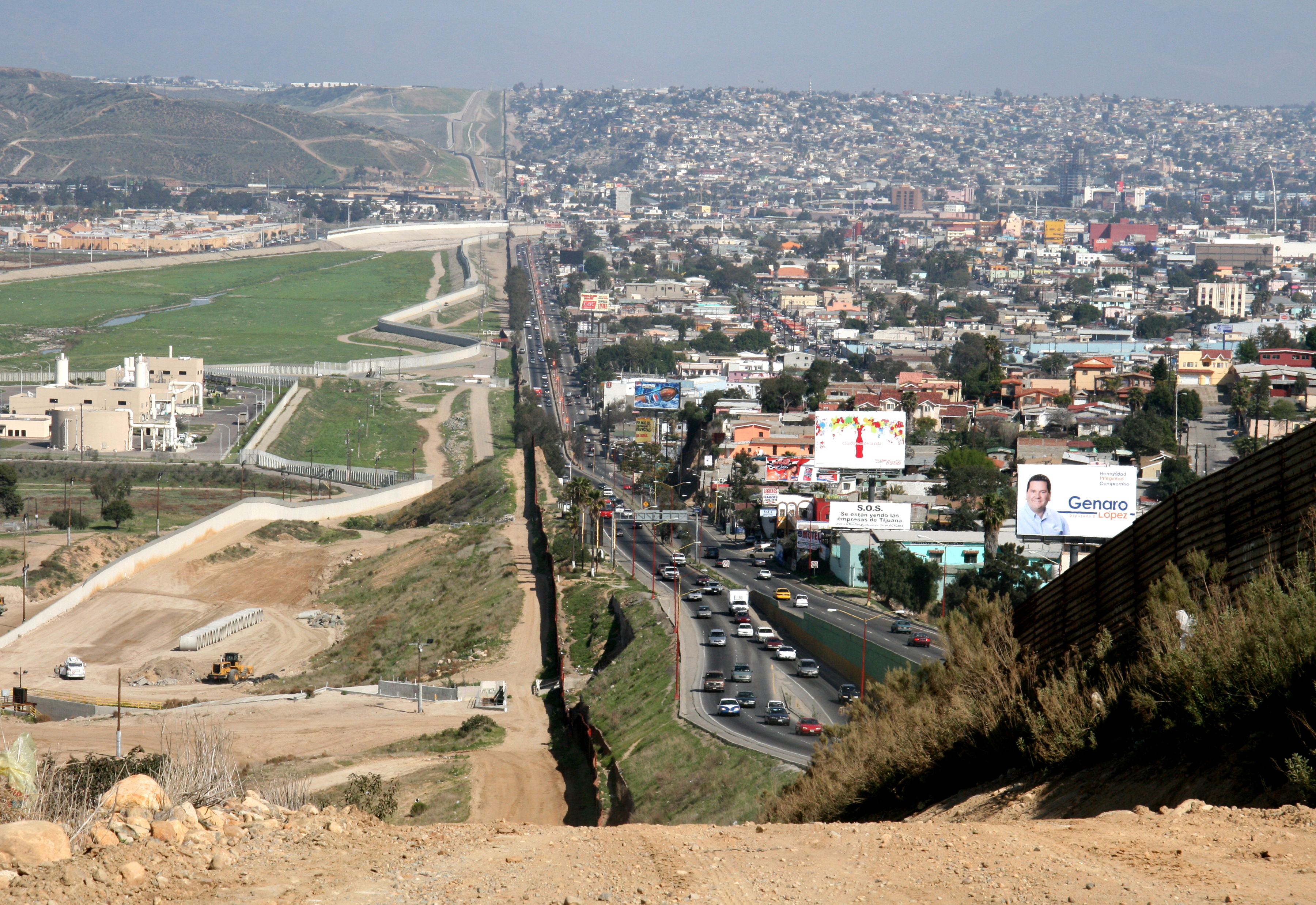
Grenzzaun zwischen Tijuana (rechts) und San Diego (links)

Das Tijuana-Kartell (spanisch Cártel de Tijuana), auch bekannt als Arellano-Félix-Organisation, ist ein mexikanisches Drogenkartell, das während der 1980er Jahre entstand.
Im Verlauf des Drogenkriegs in Mexiko gründete es zusammen mit dem Beltrán-Leyva-Kartell eine Allianz gegen das mächtige Sinaloa-Kartell. Aus der Allianz entstand indirekt das Cartell Jalisco Nueva Generación (CJNG). Während die CJNG an Größe und Einfluss zunahm, erfuhr das Tijuana-Kartell einen Bedeutungsverlust. Das Tijuana-Kartell existiert nach wie vor, ist aber vor allem als Arm des CJNG tätig. Es wird daher seit 2016 im Spanischen auch als ''Cártel Tijuana Nueva Generación''  (übersetzt: Kartell aus Tijuana – neue Generation) bezeichnet.

## Übersicht Arellano Félix Brüder
Die Familie Arellano Félix stammte wie Miguel Ángel Félix Gallardo (alias El Padrino), der erste mexikanische Drogenzar, aus Culiacán, Sinaloa. Die Familie zog mehrmals um, zuletzt nach Tijuana. Sie besteht aus sieben Brüdern:
- Francisco Rafael „El Pelón“ Arellano Félix (* 24. Oktober 1949; † 18. Oktober 2013): er wurde am 4. Dezember 1993 festgenommen, zu zehn Jahren Haft verurteilt, am 16. September 2006 in die USA ausgeliefert, im Oktober 2007 zu sechs Jahren Gefängnis verurteilt, am 4. März 2008 freigelassen und am 18. Oktober 2013 in Cabo San Lucas von einem als Clown verkleideten Mörder erschossen.[1]
- Benjamín „El Min“ Arellano Félix (* 12. Dezember 1952): er wurde am 9. März 2002 festgenommen, am 29. April 2011 in die USA ausgeliefert und am 2. April 2012 zu 25 Jahren Gefängnis verurteilt.
- Carlos Alberto Arellano Félix (* 20. August 1955)
- Eduardo „El Doctor“ Arellano Félix (* 11. Oktober 1956): am 26. Oktober 2008 festgenommen, am 1. September 2012 in die USA ausgeliefert und am 18. August 2013 zu 15 Jahren Haft verurteilt.[2]
- Ramón Arellano Félix (* 31. August 1964; † 10. Februar 2002): am 10. Februar 2002 von der Polizei erschossen.
- Luis Fernando Arellano Félix (wahrscheinlich * 26. Januar 1966)
- Francisco Javier Arellano Félix (* 11. Dezember 1969):  am 16. August 2006 in internationalem Gewässer festgenommen, in die USA gebracht und am 5. Oktober 2007 zu lebenslanger Haft verurteilt.[2]

Zur Familie gehören vier Schwestern, darunter Enedina „La Jefa“ Arellano Félix de Toledo (* 12. April 1961).

## Geschichte
Die Wurzeln der Organisation liegen im Kartell von Guadalajara, das nach der Festnahme seines Mitbegründers Miguel Ángel Félix Gallardo im Jahr 1989 zerfiel. Nachdem Gallardo festgenommen wurde, entbrannten Streitigkeiten unter den Patrones. Da sich jeder der fünf verbliebenen Drogenbosse aus Sonora, Ciudad Juárez, Tamaulipas, Sinaloa und auch aus Tijuana erhöhten Einfluss sichern wollte, zerbrach schlussendlich die Federación und es entstanden mehrere kleine Gruppierungen, die stellenweise bis heute existieren: Sinaloa-Kartell, Tijuana-Kartell, Juárez-Kartell.
Bereits Anfang der 1980er Jahre etablierte sich Benjamín „El Min“ Arellano Félix in Tijuana, wo er und sein Bruder Ramón begannen, das millionenschwere Geschäft zu planen, das sich schließlich in die Vereinigten Staaten, Europa, Asien und Südamerika ausdehnen sollte. Mit großen Mengen an Bestechungsgeldern, in Höhe von geschätzten 1 Million US-Dollar pro Woche, für mexikanische Politiker und Polizeikommandanten konnte sich die Organisation diverse Protektionen erkaufen.
Benjamín verwaltete und beaufsichtigte alle Drogenhandelsaktivitäten des Kartells. Seit 1989 befand er sich auf der Grundlage einer Anklage, die am 2. Mai 1989 in San Diego wegen Verschwörung, Geldwäsche, Drogenhandel und dem Betrieb einer kriminellen Organisation erlassen wurde, auf der Flucht. Ramón, der als der gewalttätigste der Brüder gilt, koordinierte Berichten zufolge die Sicherheit der Organisation und rekrutierte häufig Personal aus gewalttätigen Straßenbanden. Die Sicherheitskräfte der Organisation, die von mexikanischen Strafverfolgungsbehörden als paramilitärisch bezeichnet wurden, waren gut ausgebildet und gut bewaffnet. Eine der Aufgaben von Ramón war es, die Morde an rivalisierenden Drogenhändlern, unkooperativen Strafverfolgungsbeamten und allen Kartell-Mitgliedern, die bei der Kartellführung in Ungnade fielen, zu planen.
Die Arellano-Félix-Brüder waren es, die 1992 Ismael „El Mayo“ Zambada García und seinen Partnern El Chapo und Héctor „El Güero“ Palma Salazar den Krieg erklärten, weil diese ihnen 20 Millionen Dollar für den Drogenimport mittels ihrer Route in die USA schuldeten. Zwischen 1989 und 1992 kontrollierten sie alle Transferrouten nach Kalifornien und Arizona. Mit der ersten Inhaftierung von El Chapo im Jahr 1993 konnten die Arellano-Félix-Brüder die Schlacht gewinnen.
Auf dem Höhepunkt ihres Netzwerks während der 90er Jahre waren sie für 40 bis 70 Prozent des Kokainhandels in den Vereinigten Staaten verantwortlich. Den Brüdern wird eine Vielzahl von Verbrechen angelastet, darunter die Ermordung des Erzbischofs von Guadalajara Kardinal Juan im Mai 1993. Nach dessen Ermordung geriet die Organisation verstärkt in den Fokus der mexikanischen Verbrechensbekämpfung. Francisco Rafael „El Pelón“ Arellano Félix wurde als erster der Brüder 1993 festgenommen, in den USA angeklagt und verbüßte dort bis 2008 eine Haftstrafe. Ramón stand seit dem September 1997 auf der Liste der weltweit zehn meistgesuchten Kriminellen des FBI.
Am 11. März 2000 wurde Jesús Abraham „El Chuy“ Labra Avilés, Onkel der Arellano-Félix-Brüder, von der mexikanischen Bundespolizei festgenommen. Am 31. Dezember 2008 wurde er in die USA ausgeliefert und am 5. April 2010 zu 40 Jahren Gefängnis verurteilt. Er war Finanzchef des Tijuana-Kartells und Schlüsselperson für die Beziehungen zu mexikanischen Finanz- und Immobilienunternehmen.

Ebenfalls eröffneten die US-Behörden am 11. Mai 2000 eine Anklage von zehn Punkten gegen Ramón und Benjamín, in der diese beschuldigt wurden, eine Drogenschmuggelorganisation zu betreiben und rivalisierende Drogenhändler, Informanten und Polizeibeamte zu entführen und zu ermorden. Benjamín wurde am 9. März 2002 von der mexikanischen Armee im mexikanischen Bundesstaat Puebla festgenommen. Einen Monat zuvor, am 10. Februar, wurde sein Bruder Ramón während einer Verkehrskontrolle von einem Polizisten erschossen, nachdem dieser von Ramón angeschossen worden war und später ebenfalls seinen Verletzungen erlag. 

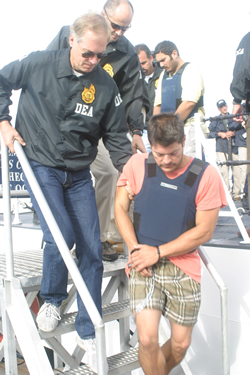
Abführung von Francisco Javier Arellano Félix durch die DEA

 Der Bruder Francisco Javier übernahm anschließend die Führung der Organisation, wurde jedoch am 14. August 2006 festgenommen. Nach der Inhaftierung von Francisco übernahmen der Bruder Eduardo und seine Schwester Enedina Arellano Félix de Toledo die Führung.
Im April 2008 spaltete sich eine Fraktion, die unter Leitung von Teodoro „El Teo“ García Simental stand und sich auf Erpressungen und Entführungen spezialisiert hatte, vom Tijuana-Kartell ab und verbündete sich später mit dem Sinaloa-Kartell. Das Tijuana-Kartell wurde zusätzlich durch die Festnahme von Eduardo am 26. Oktober 2008 geschwächt. Seit El Teo im Januar 2010 festgenommen wurde, haben die blutigen Machtkämpfe in Tijuana merklich nachgelassen.
Seit 2008 soll die Organisation von Enedina und ihrem Sohn Luis Fernando „El Ingeniero“ Sánchez Arellano geleitet werden. Er wurde am 23. Juni 2014 in Tijuana, La Mesa, von Angehörigen der mexikanischen Streitkräfte festgenommen. In seiner Amtszeit wurde das Kartell auch als Fernando-Sanchez-Organisation bezeichnet.
Am 5. November 2011 nahmen mexikanische Truppen Juan Francisco „El Sillas“ Rocha, der die momentane Nummer zwei des Kartells gewesen sein soll, fest. Man vermutet, dass Alberto „El Piloto“ Arellano, der Sohn von Ramón, die Führung des „Neuen Tijuana-Kartells“ übernommen hat.
Im Juni 2020 wurde berichtet, dass ein Großteil des ehemaligen Territoriums des Tijuana-Kartells durch das Sinaloa-Kartell kontrolliert werde. Zwar habe das aus dem Tijuana-Kartell hervorgegangene Cartell Jalisco Nueva Generación an Größe und Einfluss gewonnen, aber das Sinaloa-Kartell damit nicht schwächen können.

## Film und Fernsehen
- 2017: Ramón und Benjamín wurden unter dem Nachnamen Avendaño, in der Serie El Chapo verkörpert.
- 2007: Tijuana Drug Lords; Dokumentarische Episode über das Tijuana-Kartell, von dem Sender National Geographic Channel für das Programm Inside.
- 2000: Traffic – Macht des Kartells